# Domingo Guerra Coronel

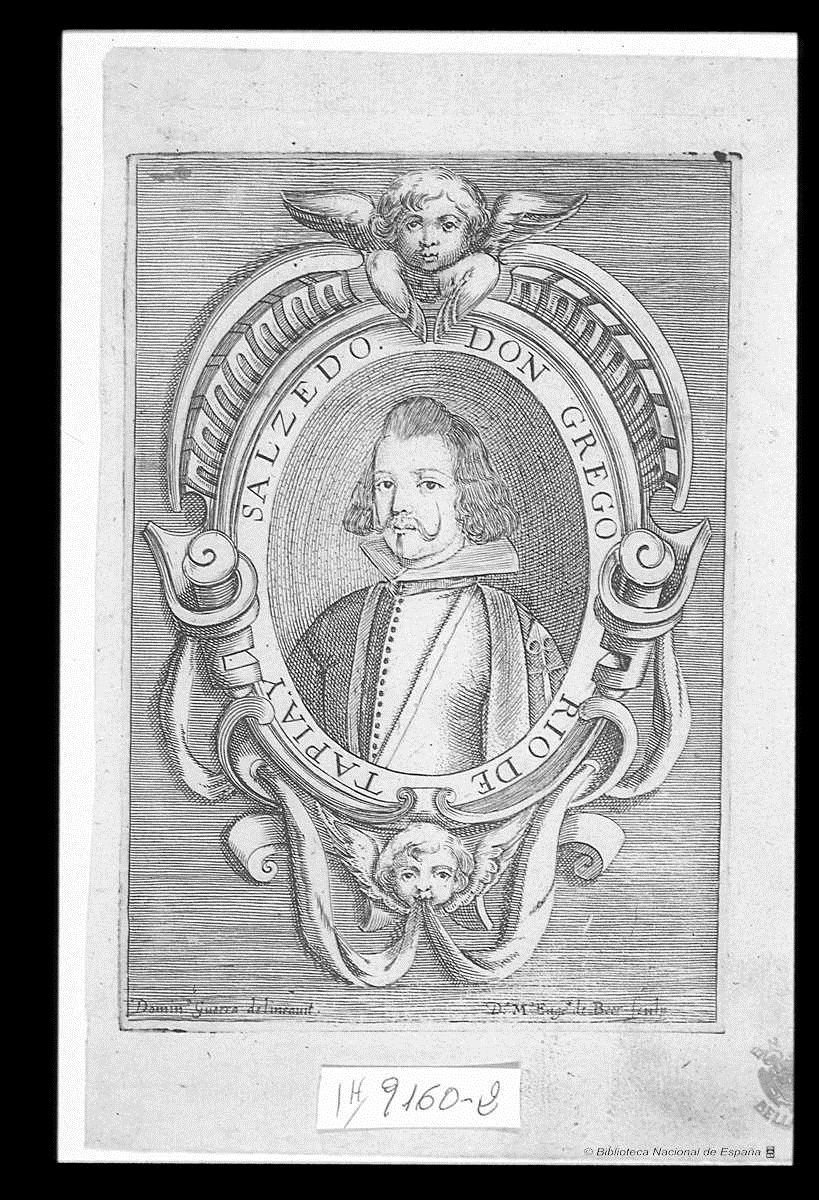
Retrato de Gregorio de Tapia y Salcedo, 1644, aguafuerte y buril grabado por María Eugenia de Beer sobre dibujo de Domingo Guerra, Biblioteca Nacional de España.

Domingo Guerra Coronel (fallecido en 1651), fue un mal conocido pintor barroco español activo en Madrid, recordado como propietario de un cuadro «de una mujer desnuda» que pudiera ser la Venus del espejo de Velázquez.
A Domingo Guerra se le documenta en Madrid en 1638 con motivo del reparto de la alcabala entre los pintores, obligado al pago de doscientos reales, lo que indica que ya en ese momento era maestro independiente con taller propio. Residía en la calle de Toledo, en casas de la Compañía, y estaba casado con Ana María Granati, con quien tuvo al menos dos hijos: Lucas, enterrado en 1644 con año y medio de edad y Alejandro Francisco Antonio, bautizado en marzo de 1648.
En 1648 adquirió en la almoneda de los bienes de Antonio de Puga «un retrato del Griego con su cuello», probablemente el mismo que reaparece en el inventario de sus bienes como «un retrato de mano de Dominico Greco». Gravemente enfermo, el 10 de octubre de 1651 redactó su testamento, firmado por Angelo Nardi, Juan Bautista Martínez del Mazo y Bartolomé Contreras como testamentarios. Además, en el mismo documento aparece relacionado también con Juan Carreño de Miranda, a quien declaraba haber prestado una figura de anatomía de estaño. Murió el 16 de noviembre de 1651, siendo enterrado en la iglesia de San Millán, en sepultura propia de su esposa, con el hábito de la Orden Tercera.
El inventario de las pinturas que dejó a su muerte, firmado, por Nardi y Mazo, incluía un «cuadro de pintura de una muger desnuda de vara y media de alto y dos varas y cuarto de ancho, poco más o menos». Aunque sin nombre de autor, fue tasado en 1000 reales, en contraste con los 150 reales en que se valoraba el retrato del Greco. Además, dejaba un elevado número de estampas y numerosas pinturas, entre ellas dos mitologías, con Diana y Acteón y Andrómeda, retratos del conde duque de Olivares, algún bodegón, un desengaño del mundo y varias obras de difícil clasificación, como «Un cuadro de una vara de alto retrato del caballo del Retiro», «un lienzo pequeño con diferentes figuras», «Dos cabezas de pobres», «Una vizcaína con una cesta de frutas a la cabeza» o «un cuadrito pequeño bosquejo de una merienda».
Poco más tarde, en marzo de 1652, a Miguel de Palacios, agente de negocios del cardenal de Toledo y albacea testamentario de Guerra, le fue embargado «un quadro grande de Dos varas y media de alto y dos de ancho de Una muger desnuda de mano de Diego belazquez maestro pintor que declaró tener en su poder con otros bienes que quedaron por fin y muerte del dho Domingo Guerra como su albaçea ynsolidum». Pero el 16 de septiembre de ese año, el mismo Miguel de Palacios, según un documento dado a conocer por Ángel Aterido, remató en la almoneda de los bienes de Guerra «un quadro de pintura de una muger desnuda de mano de Diego Velázquez en un criado del sr Marqs de lichi en setecientos Rs». A pesar de la diferencia de medidas y del formato vertical del lienzo embargado, se ha pensado que se trate en todos los casos del mismo óleo que terminó en poder de Gaspar Méndez de Haro, marqués de Heliche y del Carpio, en cuyo inventario, iniciado el 1 de junio de 1651, se describía con mayor precisión como «Una pintura en lienço de Una muger desnuda tendida sobre un paño pintada de espaldas recostada s(ob)re el braço derecho mirándose en Un espejo q. le tiene Un niño de la mano de Velázquez de dos baras y media de ancho y Una y media de Cayda con su marco negro».
Otros tres desnudos femeninos no mencionados como tales en el primer inventario salieron a la venta en la almoneda de los bienes de Guerra, a la que acudieron, entre otros, Alonso Cano y Antonio de Pereda.